# ميراندا تشنغ
ميراندا تشنغ (بالهولندية: Miranda Cheng)‏ هي رياضياتية وفيزيائية هولندية، ولدت في 6 يونيو 1979 في تايبيه في تايوان.

## وصلات خارجية
- الموقع الرسمي